# بلن کروز
بلن کروز (انگلیسی: Belén Cruz؛ زادهٔ ۷ نوامبر ۱۹۹۸) بازیکن فوتبال اهل مکزیک است.
وی همچنین در تیم‌های ملی فوتبال Mexico women's national under-17 football team, Mexico women's national under-20 football team، و زنان مکزیک بازی کرده‌است.